# (1839) Ragazza
(1839) Ragazza est un astéroïde de la ceinture principale.

## Description
(1839) Ragazza est un astéroïde de la ceinture principale. Il fut découvert par Paul Wild le 20 octobre 1971 à l'observatoire Zimmerwald. Il présente une orbite caractérisée par un demi-grand axe de 2,8 UA, une excentricité de 0,166 et une inclinaison de 10,156° par rapport à l'écliptique.
Il fut nommé en référence à l'italien ragazza, qui signifie fille.

## Compléments